# Либертивилл (Иллинойс)
Ли́бертиви́лл (англ. Libertyville) — деревня в округе Лейк, штат Иллинойс, США, северный пригород Чикаго. Он расположен в 8 км к западу от озера Мичиган на реке Дес-Плейнс. Население, согласно переписи 2020 года, составляло 20,579 жителей. Он является частью городка Либертивилл, который включает деревню, соседние Грин-Окс и части Вернон-Хилс, Манделейн, а также «некорпоративные» Уокеган и Лейк-Форест. Либертивилл соседствует с этими деревнями, а также с Герни на севере и Грейслейком на северо-западе. Либертивилл находится примерно в 40 милях к северу от кольцевой дороги Чикаго и является частью объединённой статистической области Чикаго (CSA) Бюро переписи населения США.

## География
Согласно переписи 2010 года, деревня имеет общую площадь 9,15 квадратной мили (24 км2), из которых 8,81 квадратной мили (23 км2) (или 96,28%) — это суша и 0,34 квадратной мили (0,88 км2) (или 3,72%) приходится на воду.
Река Дес-Плейн образует большую часть восточной границы деревни. Другие водоёмы включают озеро Батлер, озеро Либерти и озеро Майнэр.
Главная улица Либертивилла — Милуоки-авеню (Иллинойс, Маршрут 21). Основной автомобильный маршрут в Чикаго проходит по межштатной автомагистрали № 94 (платная трасса трёх штатов и скоростная автомагистраль Иденс); Чикаго-Луп находится примерно в 45 минутах езды. Главный железнодорожный вокзал Метры находится на северной окраине центра города, недалеко от Милуоки-авеню, и обслуживает район Милуоки / Северную линию, идущую от вокзала Юнион в Чикаго до озера Фокс. Эта же линия обслуживается другой станцией Metra в Prairie Crossing, недалеко от границы Libertyville и Grayslake. Станция Prairie Crossing также обслуживает Северную и Центральную линию Метры, от станции Юнион до Антиохии.

### Основные улицы
- Платная дорога с тремя штатами
- Милуоки-авеню
- Лейк-стрит
- Бакли-роуд / Петерсон-роуд
- Парк-авеню
- Мидлотианская дорога
- Винчестер-роуд
- Баттерфилд-роуд
- Улица Святой Марии

## Демография

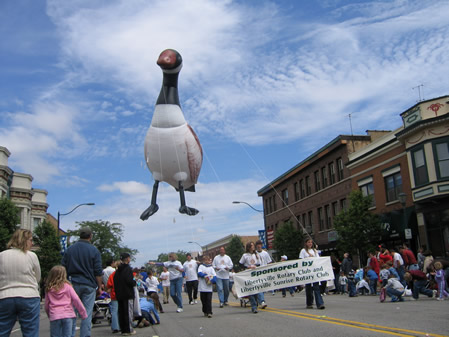
Парад на воздушном шаре в поддержку фестиваля The Goose Is Loose в Либертивилле

По данным переписи 2000 года, в селе проживало 20 742 человека, 7 298 домашних хозяйств и 5 451 семья. Плотность населения составляла 2364,5 человек на квадратную милю (913,2 / км 2). Было 7 458 единиц жилья в средней плотности 850,2 за квадратную милю (328,3 / км 2). Расовая принадлежность деревни составляла 92% белых, 5% азиатов и 1% афроамериканцев. 0,1% были коренными американцами. Около 1% каждая была классифицирована как принадлежащая к другим расам или к двум или более расам. 3% населения составляли латиноамериканцы или латиноамериканцы любой расы. Несмотря на то, что этническое разнообразие по-прежнему в значительной степени однородно, с переписи 1960 года, когда население было указано как белое на 99,9%, немного увеличилось.
По данным переписи 2000 года насчитывалось 7298 домашних хозяйств, из которых 40% имели детей в возрасте до 18 лет, проживающих с ними, 66% были супружескими парами, живущими вместе, 7% имели проживающих в семье женщин без мужей, а 25% были семейными. несемейные. 22% всех домохозяйств состоят из отдельных лиц и 8% из них кто-то одиноких людей 65 лет и старше. Средний размер домохозяйства 2,7, а средний размер семьи 3,2.
28% населения села были моложе 18 лет, 5% — от 18 до 24 лет, 27% — от 25 до 44 лет, 28% — от 45 до 64 лет и 12% — в возрасте 65 лет и старше. Средний возраст составлял 39 лет. На каждые 100 женщин приходилось 92,9 мужчин. На каждые 100 женщин возрастом 18 лет и старше насчитывалось 86,9 мужчин.
По оценке 2007 года, средний доход семьи составлял 106 337 долларов, а средний доход семьи составлял 127 474 доллара. Средний доход мужчин составлял 72 320 долларов США по сравнению с 39 455 долларами США для женщин. Доход на душу населения в деревне составлял 40 426 долларов. Около 1,9% семей и 3,5% населения находились ниже черты бедности, в том числе 4,2% из них моложе 18 лет и 4,9% тех, кто в возрасте 65 лет и старше.
По данным переписи населения США 2010 года, в деревне проживало 20315 человек. Расовый состав села был 90,10% Белый, 1,23% афро — американец, 0,16% коренных американцев, 5,73% азиатских, 0,04% тихоокеанских островов, 1,05% от других рас, и 1,70% от двух или больше гонок. Латиноамериканцы или латиноамериканцы любой расы составляли 4,12% населения.

## История

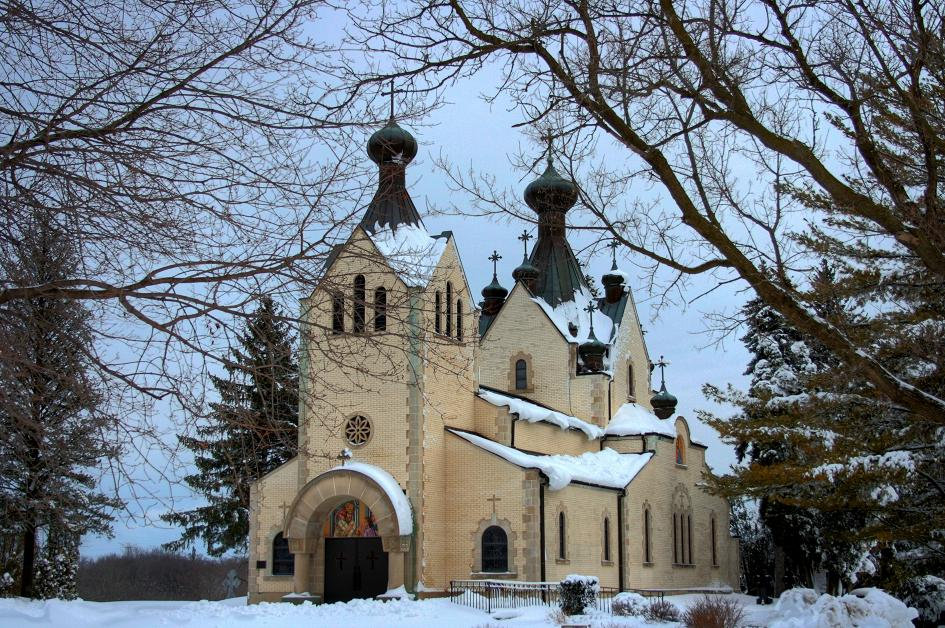
Сербская православная монастырская церковь Святого Саввы — это бывшее место захоронения Петра II Югославского, который до 2013 года был единственным европейским монархом, похороненным на территории США.

Земля, которая сейчас является Либертивиллем, была собственностью индейцев Потаватоми реки Иллинойс до августа 1829 года, когда экономическое и ресурсное давление вынудило племя продать большую часть своей земли на севере Иллинойса правительству США за 12000 долларов наличными, дополнительно 12000 долларов в виде товаров, плюс ежегодная поставка 50 баррелей соли.
Согласно договору, потаватоми покинули свои земли к середине 1830-х годов а к 1835 году в будущем Либертивилле появился первый зарегистрированный житель некоренного происхождения, Джордж Вардин. Как было сказано, «хорошо образованный» английский иммигрант с женой и маленькой дочерью, Вардин жил в хижине, расположенной там, где сегодня находится филиал Кука-парка Района публичных библиотек Мемориала Кука. Хотя в том же году он, очевидно, перебрался на запад, — но поселение, выросшее вокруг его хижины, первоначально было известно как Роща Вардина.
В 1836 году во время торжеств, посвящённых 60-летию Декларации независимости США, община проголосовала за название «Роща Независимости». В 1837 году в городе появился первый практикующий врач Джесси Фостер, за которым вскоре последовал его первый адвокат Гораций Батлер, в честь которого названо озеро Батлер. Работники нуждались в услугах, поэтому открылось почтовое отделение, что потребовало третьего изменения имени, потому что ещё одна роща Независимости существовала в другом месте в штате. 16 апреля 1837 года новое почтовое отделение было зарегистрировано под названием Либертивилл (Libertyville).
Название города снова изменилось два года спустя на Берлингтон, когда он стал административным центром округа Лейк. Когда административный центр округа переехал в Литл-Форт (ныне Уокеган) в 1841 году, название вернулось к Либертивиллю без дальнейших изменений.
Самое известное здание Либертивилла, Особняк Кука, было построено в 1879 году Анселем Брейнердом Куком, очень близко к тому месту, где в 1830-х годах была построена хижина Вардена. Кук, учитель и каменщик, стал видным чикагским строителем и политиком, поставив каменные плиты для тротуаров города и участвуя в восстановлении после Великого Чикагского пожара 1871 года. Двухэтажный викторианский особняк служил летним домом Кука, а также центром его конной фермы, которая давала животных для конных линий Чикаго. Здание было реконструировано в 1921 году, когда оно стало городской библиотекой, получив фасад в колониальном стиле с портиком с колоннами. В настоящее время в здании находится музей с мебелью того периода и другими экспонатами. Он находится в ведении Исторического общества Либертивилла-Манделейна.
Сообщество быстро росло с отрогом железнодорожной линии Милуоки-Роуд (теперь пригородная линия Метра), доходившей до Либертивилла в 1881 году, что привело к включению деревни Либертивилл в 1882 году, а Джон Локк стал её первым президентом деревни.

Центр города Либертивилла был в значительной степени разрушен пожаром в 1895 году и деревенский совет предписал использовать кирпич для реконструкции, в результате чего образовался центр деревни, архитектура которого в значительной степени сочетается как с периодом, так и с использованием строительных материалов. Национальный фонд сохранения исторического наследия, присудивший Либертивиллу премию Great American Main Street Award, назвал центр города 
«местом с собственным чувством собственного достоинства, где люди всё ещё гуляют по улицам в субботу вечером, а портной — пекарня родного города — и мастерская по ремонту пылесосов стоят плечом к плечу с поставщиками изысканного кофе и мини-пивоварней. Если сегодня четверг с 7:00 до 13:00, то это время Фермерского рынка (июнь — октябрь) на Чёрч-стрит напротив Кук-парка — традиция более трёх десятилетий».

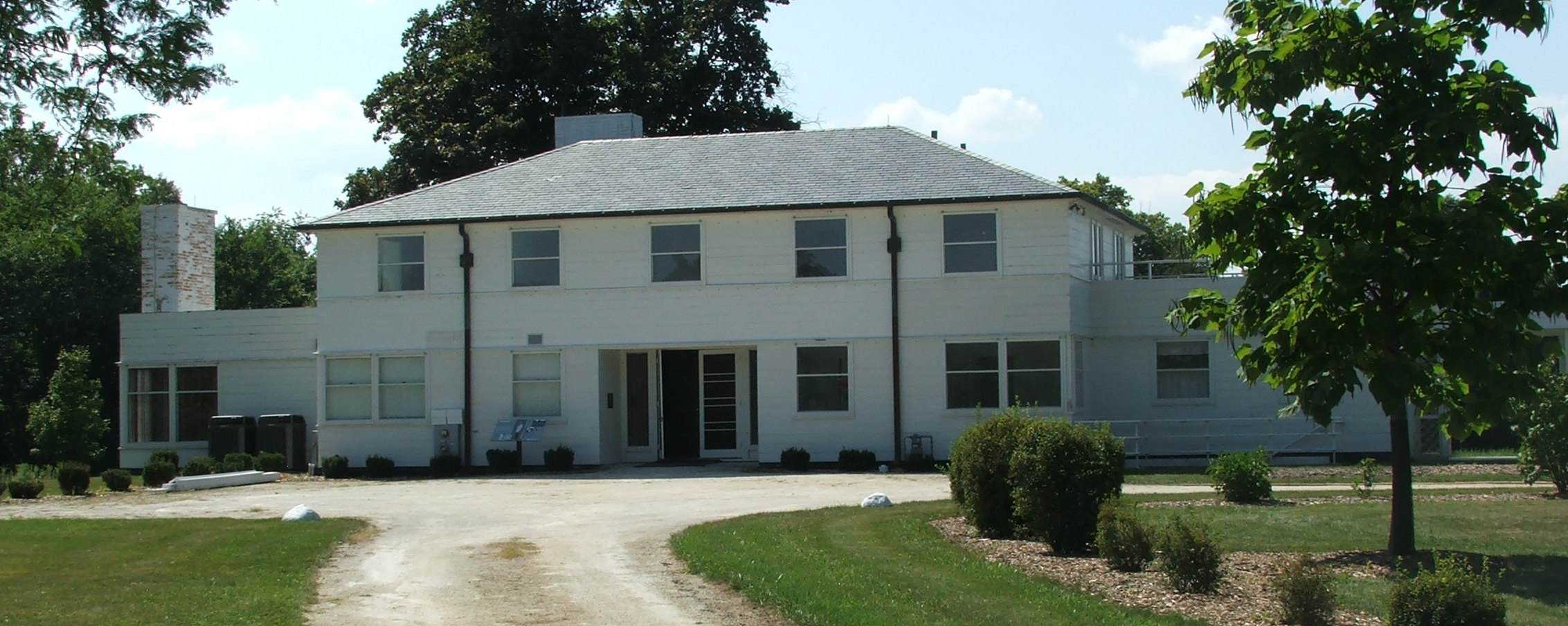
Дом Адлая Стивенсона II в Либертивилле, штат Иллинойс (ныне Меттава, штат Иллинойс)

Сэмюэл Инсулл, основатель Commonwealth Edison, начал покупать землю к югу от Либертивилла в 1906 году. В конце концов он приобрёл 4445 акров (17,98827679579 км2) , холдинг, который он назвал Hawthorn-Mellody Farms. Он также купил линию Chicago & Milwaukee Electric (позже Chicago, North Shore & Milwaukee), которая построила ответвление от Лейк-Блафф до Либертивилла в 1903 году. Когда Инсулл был разрушен Великой депрессией, часть его поместья были куплены известными чикагцами Адлаем Стивенсоном и Джоном Ф. Кунео. Дом, построенный Кунео, теперь является музеем Кунео.
С 1970 по 2013 год Либертивилл был местом упокоения единственного европейского монарха, похороненного на американской земле, Петра II из Югославии, который умер в изгнании в Денвере. 22 января 2013 года останки Петра II были извлечены из его гробницы в сербском православном монастыре Святого Саввы и отправлены в Сербию на церемонии, на которой присутствовали премьер-министр Сербии Ивица Дачич, сын Петра Александр с его семьёй и сербский патриарх Ириней. Пётр II лежал в королевской часовне в Дединье перед его похоронами в мавзолее королевской семьи в Опленаке 26 мая 2013 года.

## Правительство
Донна Джонсон была избрана мэром Либертивилла в апреле 2021 года. Она первая афроамериканка и вторая женщина, занявшая этот пост.
Либертивилл представлен Дженнифер Кларк в Правлении округа Лейк.

## Образование

### Либертивиллский округ 70
В Либертивилле есть четыре государственных начальных школы и одна государственная средняя школа в пределах деревенских границ, все они составляют округ Либертивилл 70:
- Начальная школа Адлерского парка
- Начальная школа Баттерфилда
- Начальная школа Copeland Manor
- Начальная школа Рокленда
- Средняя школа Highland

### Боярышник 73
Учащиеся, проживающие к югу от Гольф-роуд, посещают 73 школы Хоторнского округа в Вернон-Хиллз .

### Округ Дубовая Роща 68
Учащиеся, проживающие в общинах вдоль Бакли-роуд, посещают начальную школу Оук-Гроув в соседнем Грин-Оукс .

### Libertyville High School, дневная
Средняя школа Либертивилла, часть округа 128 средней школы сообщества, обслуживает учащихся в Либертивилле и других общинах в городке Либертивилл.

### Другое
Римско-католическая начальная школа Св. Иосифа и Лютеранская школа Св. Иоанна Евангелическо-лютеранского синода Висконсина обеспечивают образование Pre-K-8 для жителей Либертивилла и его окрестностей. В монастыре Святого Саввы также находится Сербская православная богословская школа Святого Саввы.

## Экономика

### Крупнейшие работодатели
Согласно Комплексному годовому финансовому отчёту за 2018 год, ведущими работодателями в городе являются:
| #  | Работодатель                         | Сотрудников |
| -- | ------------------------------------ | ----------- |
| 1  | Медицинский центр Advocate Condell   | 1829        |
| 2  | Яркая звезда                         | 593         |
| 3  | Холлистер Инкорпорейтед              | 527         |
| 4  | Фольксваген Кредит                   | 446         |
| 5  | Лейк Каунти                          | 397         |
| 6  | Технологии изготовления              | 372         |
| 7  | Содружество Эдисона                  | 342         |
| 8  | Либертивиллский округ 70             | 328         |
| 9  | Snap-on Credit                       | 256         |
| 10 | Общественный округ средней школы 128 | 253         |

## Библиотека
Либертивилл — одно из шести сообществ, составляющих район публичной библиотеки Мемориала Кука. Библиотека Кука-парка, расположенная на улицах Кука и Брейнерда в Либертивилле, является одним из двух библиотечных объектов округа. Изначально библиотека размещалась в особняке Кука после того, как жена жителя Ансела Б. Кука, Эмили, в 1920 году передала собственность деревне Либертивилл для использования в качестве библиотеки. В 1968 году 33 000-square-foot (3065,8003200000000 м2) была добавлена пристройка, примыкающая к дому Кука. К 1984 году коллекция библиотеки, как и население, увеличились вдвое. Временная библиотека Evergreen открылась в 2003 году как временное учреждение в южной части района, в Вернон-Хиллз . В 2007 году Совет библиотеки принял планы добавить около 10 000-square-foot (929,030400000000 м2) пристройки к объекту Cook Park, строительство которой было завершено в январе 2011 года.

## СМИ
Libertyville Review, публикуемый Pioneer Press, охватывает Либертивилл. Региональные газеты, которые иногда содержат репортажи о Либертивилле, включают Chicago Tribune, Daily Herald и Lake County News-Sun.

## Транспорт
В Либертивилле есть станция на северной центральной линии Метры (в районе Прейри-Кроссинг), а также две станции вдоль района Милуоки / северной линии Метры, которые обеспечивают обслуживание между Фокс-Лейк и Юнион-Стейшн, одна из которых разделяет подъездную дорогу со станцией Северной Центральной службы.

## Питьевая вода
Водоснабжение Либертивилла поступает от Агентства совместных действий по водным ресурсам округа Центральное озеро (CLCJAWA), расположенного в Лейк-Блафф. CLCJAWA очищает воду из озера Мичиган.

## Отдых
- Бассейны: Adler Pool, Riverside Pool
- Поля для гольфа: Merit Club
- Озёра: Озеро Майнэр, Озеро Батлер, Роща Независимости, Озеро Либерти.
- Парки: Адлер, Кук, Санрайз Ротари, Чарльз Браун, Риверсайд, Батлер-Лейк, Николас-Дауден, Индепенденс-Гроув, Черничный холм, Пол Нил, Гринтри, Джо Энн Экманн, Гилберт Стайлз.

## Почести
- В 2007 году Либертивилл был назван CNN 52-м лучшим местом для жизни в США.
- В 2013 году CNN Travel назвал Либертивилл одним из лучших небольших городков Америки[17],
- а CNN назвал Либертивилл одним из лучших мест жизни для богатых и одиноких[18].